# Francesco Durante (chirurgien)
Pour les articles homonymes, voir Durante.
Pour le compositeur italien, voir Francesco Durante (musicien).
Francesco Durante  né à Letojanni en Sicile le 29 juin 1844 et mort dans cette même ville le 2 octobre 1934 est un homme politique et chirurgien italien.

## Biographie
Francesco est le fils de Domenico Durante, maire de Gallodoro (Messine) de 1880 à 1884. L'éducation de Francesco a été confiée au prêtre Don Di Blasi. Son père voulait qu'il fasse des études supérieures en ingénierie, mais il est allé à l'université de médecine de Messine avec un ami. L'enseignant, étonné par ses observations et ses qualités l'encourage à faire des études de médecine. Il a donc commencé à étudier la médecine à Messine et s'est diplômé à Naples en 1864. Après des voyages à travers l'Europe  il s'installe à Rome en 1872 où avec  Guido Baccelli  il projette et a fonde l'hôpital Umberto I de Rome. 
Francesco Durante devient député (XVe Législature) puis Sénateur du royaume d'Italie dans la XVIe Législature. Il est l'un des premiers chirurgiens  à opérer  les tumeurs du cerveau. Au cours de la Première Guerre mondiale, il  évite la mutilation à de milliers de soldats. En 1908, il s'installe à Messine dévastée par un tremblement de terre, avec du matériel médical et un groupe de volontaires il développe la chirurgie en pavillon.  Il suit la doctrine d' Hippocrate, « le médecin doit soigner et apaiser ses patients sans but lucratif ». Il devient président de l'Ordre des Chirurgiens en Italie. En 1919, il décide de quitter Rome et de retourner définitivement en  Sicile, se retirant dans sa maison de Letojanni , où il meurt le 2 octobre 1934.
En 1923, les « pauvres » de Letojanni érigent un monument en l'honneur de Durante.  Il s'agit d'une statue en bronze du sculpteur de palermitain Ettore Ximenes qui est située ''Piazza Durante''.

## Publications principales
- Nesso fisio-patologico tra la struttura dei nei materni e la genesi di alcuni tumori maligni, in Arch. di chir. prat., 1874.
- Gliepiteliomi, Rome, 1875.
- Indirizzo alla diagnosi chirurgica dei tumori, 1879.
- Estirpazione di un tumore endocranico (forma morbosa prima e dopo l'operazione), in Bull. d. R. Acc. med. di Rome, XI, 1885, p.  247-252.
- Gli ospedali degli Stati Uniti d'America, in Boll. uffic. della Pubblica Istruzione, XIV, 1888.
- Trattato di patologia e terapia chirurgica generale e speciale (3 vol.), Dante Alighieri, Rome, 1895.
- Trattato di medicina operatoria, generale e speciale, Unione tipografico-editrice torinese, 1921.